# Magyarország mexikóvárosi nagykövetsége
Magyarország mexikóvárosi nagykövetsége Magyarország és Mexikó kapcsolatainak 1974-ben nyílt kiemelt intézménye. 2019-ben a Paseo de las Palmas 2005 szám alatt volt Mexikóváros Miguel Hidalgo nevű városrészének Lomas de Chapultepec negyedében, nagykövetünk 2019 óta Németh Zoltán.

## Története
A magyar érdekek képviseletére már az Osztrák–Magyar Monarchia időszakában, 1901-ben volt követség és több tiszteletbeli konzul is működött Mexikóban. Bár a monarchia idején a külügyek irányítása az úgynevezett közös ügyek közé tartozott, magyar nemzetiségű követek is vezették az intézményt: Hadik Miksa, Riedl Ferenc és Kánya Kálmán, későbbi külügyminiszterünk is. Az első világháború idején a követség és a tiszteletbeli konzulátusok is bezártak.
1925-ig a két ország közti kapcsolatokat egyedül Mexikó budapesti tiszteletbeli konzulátusa intézte. 1925-ben a Magyar Királyság tiszteletbeli fő- és alkonzulátust is nyitott, követként pedig Magyarország washingtoni nagykövetsége mindenkori vezetőjét akkreditálták. Így egy többszintű rendszert alakítottak ki: a Mexikóban akkreditált követünk Washingtonban volt, a tiszteletbeli főkonzulátus Mexikóvárosban, az alatt pedig a veracruzi alkonzulátus helyezkedett el. 1934-ig Széchenyi László, 1941-ig Perényi János, 1941-ben Ghika György volt a követünk. A tiszteletbeli főkonzulátus első vezetője Cornelius Gertz lett, akiért a Mexikóban élő magyarok is lobbiztak. Az intézmény a Calle de Uruguay 94. szám alatt működött. Magyarország 1941. december 12-én hadat üzent az Amerikai Egyesült Államoknak, a diplomáciai kapcsolatok így Mexikóval is megszakadtak.
A második világháborút követően a kapcsolatok rendezésére nem azonnal került sor, bár 1956 februárjában Mexikó - varsói követségén keresztül - jelezte, hogy szívesen létesítene diplomáciai kapcsolatot népi demokratikus országokkal. Ezt az ajánlatot ugyan a Magyar Külügyminisztérium napirenden tartotta az 1956-os forradalom után is, ez azonban - hosszas előkészítő munka után - csak 1974. május 14-én történt meg nagyköveti szinten. A mexikói kezdeményezés egyébként összecsengett a magyar külügy szándékával is, amely a latin-amerikai országok közül elsődlegesen Brazíliát, utána azonban a második helyen Mexikót jelölték meg a kapcsolatfelvételi prioritási sorrendben. Ez az időszak egyébként borús volt a mexikói és a Mexikóban működő nagykövetségek életében: 1973-ben Salvador Allende chilei elnök családja a katonai puccs során kibontakozó harcok elől Mexikó Santiago de Chilei nagykövetségére menekültek, míg Mexikóvárosban, a kubai nagykövetségben pedig bombák robbantak, anyagi kárt okozva.
Az újonnan nyitott nagykövetség első vezetője Király János ideiglenes ügyvivő volt 1975-ig, majd az első nagykövetünk Peják Zsiva lett 1975-79 között. A mindenkori nagyköveteknek többletfeladatot jelentett, hogy Mexikóból a térség több országában is akkreditálták a diplomatákat: 1976-1981-ig Panamában, 1981-től Jamaicában, 1979-től Hondurasban, 1976-1981-ig Costa Ricában, 1983-1987-ig pedig Barbadosban.
1985-ben már biztosan a mai helyén, a Paseo de las Palmas 2005 szám alatt működött a nagykövetség, a közelgő labdarúgó-világbajnokság előkészületeiről szóló beszámolókban említik az intézményt. A rendszerváltás utáni első nagykövetünk 1990-től Kopányi Vilmos volt, aki Sólyom Antalt váltotta.
2019-ben mexikóvárosi nagykövetünk akkreditálva volt Costa Rica, Guatemala, Honduras és Salvador államokban. A nagykövetség látja el a Mexikóban működő tiszteletbeli konzulátusok felügyeletét is Cancún, Chihuahua, Guadalajara és Monterrey városokban.